# Professeur Gresham de musique
Le Professeur de Musique au Gresham College à Londres, donne des conférences éducatives gratuites pour le grand public. Le collège a été fondé à cet effet en 1596/7, quand il a nommé sept professeurs, augmenté depuis à huit. Le collège compte de nos jours des professeurs invités.
Le Professeur de Musique est toujours nommé par la City of London Corporation.
(les années désignées comme 1596 / 7 par exemple reflètent le passage du calendrier julien au calendrier grégorien.)

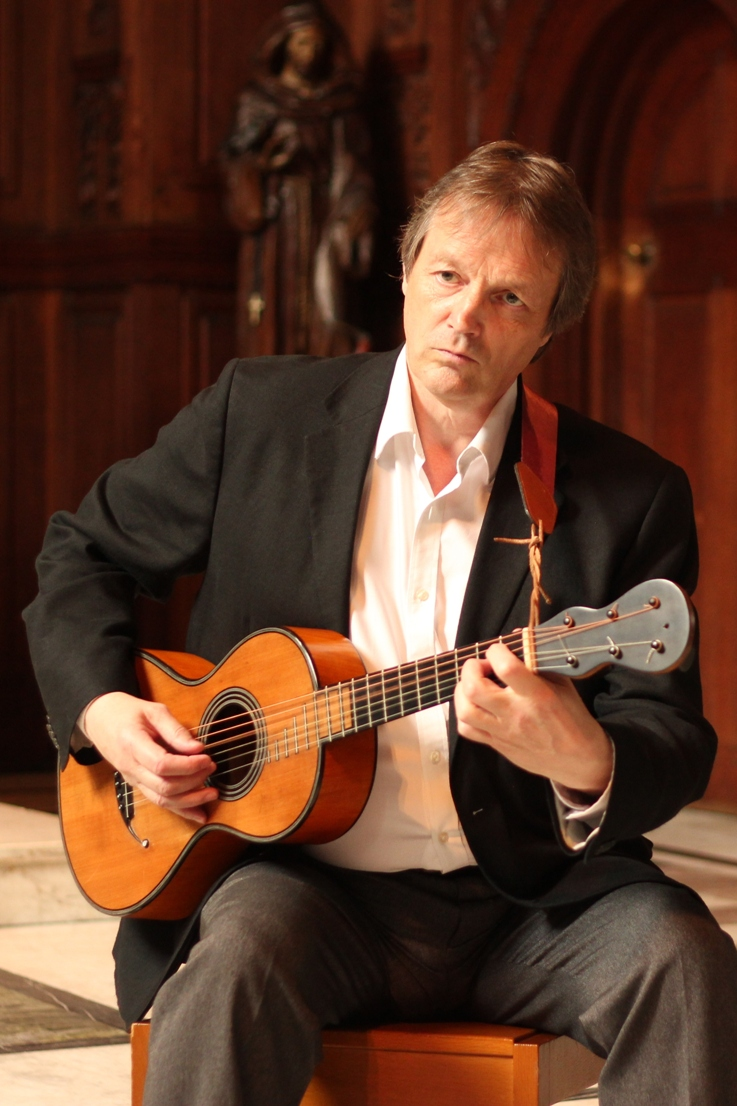
, professeur Gresham de musique en 2016

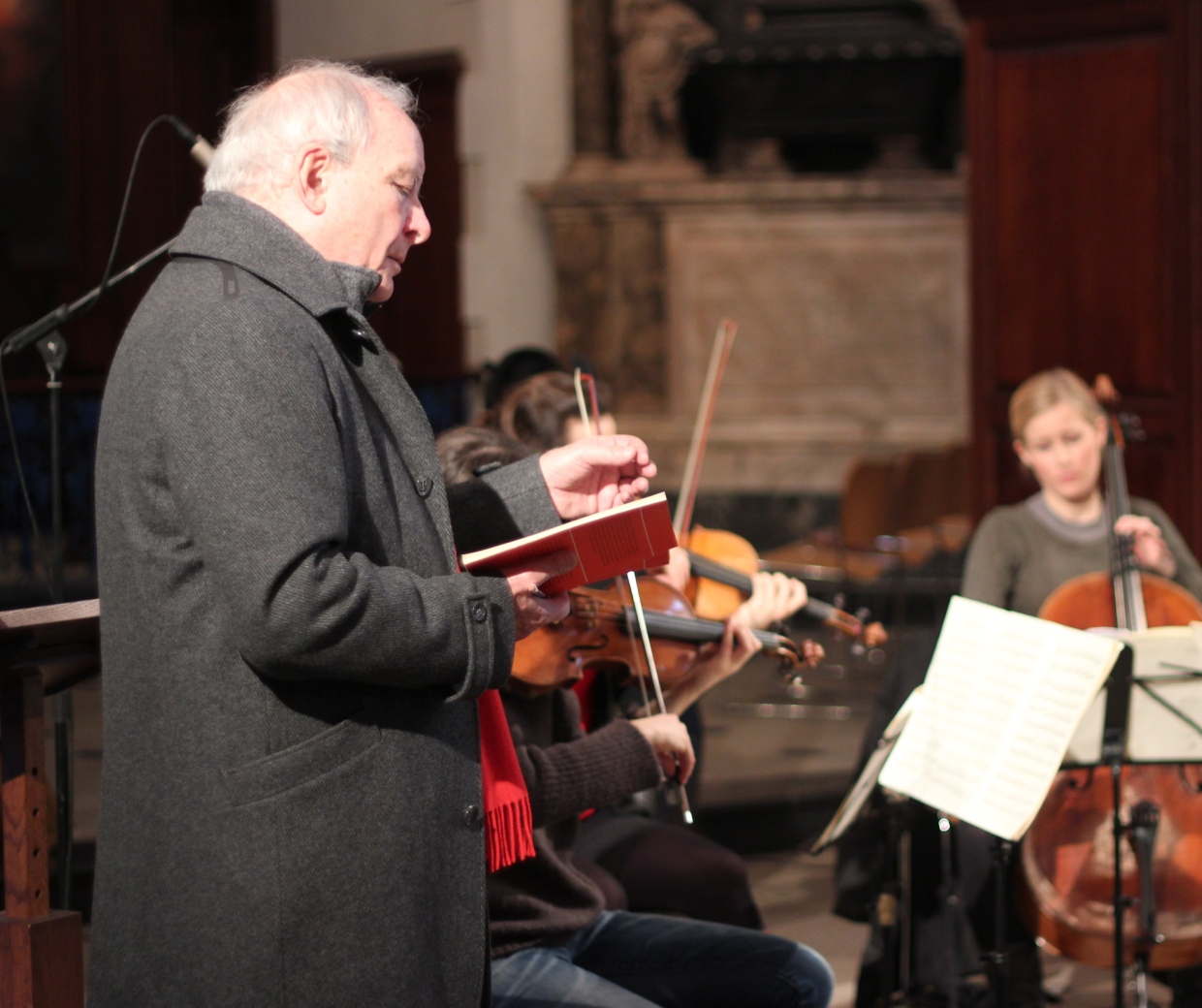
L'ancien professeur Gresham de musique, Christopher Hogwood, conduit une répétition avant sa conférence sur Schubert, janvier 2013

| 1                             | John Bull                             | mars 1596 / 7       |
| 2                             | Thomas Clayton                        | 20 décembre 1607    |
| 3                             | John Taverner (en)                    | 17 novembre 1610    |
| 4                             | Richard Knight                        | 28 août 1638        |
| 5                             | William Petty                         | 7 février 1650 / 1  |
| 6                             | Thomas Baines                         | 8 mars 1660 / 1     |
| 7                             | William Perry                         | 9 août 1681         |
| 8                             | John Newey                            | 9 octobre 1696      |
| 9                             | Robert Shippen (en)                   | 4 décembre 1705     |
| 10                            | Edward Shippen                        | 7 octobre 1710      |
| 11                            | John Gordon                           | 16 janvier 1723 / 4 |
| 12                            | Thomas Brome                          | 12 mars 1739 / 40   |
| 13                            | Charles Gardner                       | 6 décembre 1745     |
| 14                            | Thomas Griffin                        | 11 janvier 1763     |
| 15                            | Theodore Aylward Sr.                  | 5 juin 1771         |
| 16                            | Richard John Samuel Stevens           | 17 mars 1801        |
| 17                            | Edward Taylor (en)                    | 24 octobre 1837     |
| 18                            | Henry Wylde (en)                      | 10 juillet 1863     |
| 19                            | Frederick Bridge                      | 30 avril 1890       |
| 20                            | Henry Walford Davies                  | 11 juillet 1924     |
| 1939–45 : Lectures en suspens |                                       |                     |
| 21                            | Peter Latham                          | 29 mai 1946         |
| 22                            | Antony Hopkins                        | 1963                |
| 23                            | Brian Trowell                         | 1971                |
| 24                            | Iannis Xenakis                        | 1975                |
| 25                            | – vacant –                            | 1978-79             |
| 26                            | A Percival                            | 1980                |
| 27                            | – vacant –                            | 1983                |
| 28                            | John Dankworth                        | 1984                |
| 29                            | Peter Renshaw (en)                    | 1986                |
| 30                            | David Owen Norris                     | 1er septembre 1993  |
| 31                            | Stephen Pratt / Joanna MacGregor (en) | 1er septembre 1997  |
| 32                            | Piers Hellawell                       | 1er septembre 2000  |
| 33                            | Adrian Thomas (en)                    | 1er septembre 2003  |
| 34                            | Roger Parker (en)                     | 1er septembre 2006  |
| 35                            | Christopher Hogwood CBE               | 1er septembre 2010  |
| 36                            | Christopher Page                      | 1er septembre 2014  |

## Sources
- List of professors, Gresham College old website, Internet Archive, 2004.